# Brothers Quay

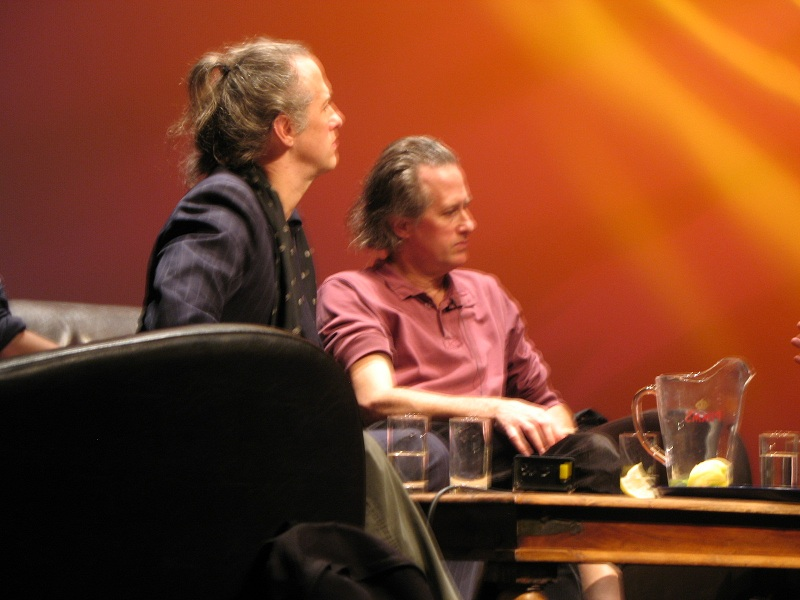
Stephen Quay (rechts) und Timothy Quay (links)

Die Zwillingsbrüder Stephen und Timothy Quay (* 17. Juni 1947 in Norristown, Pennsylvania), besser bekannt unter dem Namen Brothers Quay oder auch Quay Brothers sind US-amerikanische Filmemacher und einflussreiche Stop-Motion-Künstler. Einem größeren Publikum wurden sie 1986 mit ihrem Stop-Motion-Animationsfilm The Street of Crocodiles nach der gleichnamigen Erzählung des polnisch-jüdischen Schriftstellers Bruno Schulz aus dem Jahr 1934 bekannt.  

## Leben
Seit dem Ende der 1960er Jahre leben und arbeiten beide in England. Nach dem Studium in Philadelphia studierten sie am Royal College of Art in London. Die in der Zeit entstandenen ersten Kurzfilme sind nicht erhalten.
Nach einem mehrjährigen Aufenthalt in den Niederlanden kehrten sie 1980 nach London zurück und gründeten zusammen mit ihrem ehemaligen Kommilitonen Keith Griffiths die Produktionsfirma „Koninck Studios“, die sich mittlerweile in Southwark im Süden von London befindet.

## Werk
Die Filme der Quay Brothers zeigen eine breite Palette von Themen zu Arbeiten von Schriftstellern wie Franz Kafka, Bruno Schulz, Robert Walser und Michel de Ghelderode. Erste Arbeiten entstanden mit dem polnischen Filmregisseur und Illustrator Walerian Borowczyk und dem Grafiker Jan Lenica.
Viele ihrer Filme wurden auf internationalen Filmfestivals gezeigt und ausgezeichnet. Street of Crocodiles erhielt 1986 auf dem Filmfestival in Cannes eine Nominierung für die Goldene Palme.
Die Quay Brothers produzierten außerdem Musikvideos für His Name is Alive, Michael Penn, Sparklehorse, 16 Horsepower und Peter Gabriel. Auch Werbefilme für MTV, Nikon, „Murphy’s beer“ und „Slurpee“ wurden von den Brüdern entworfen.

## Filmografie
- 1979: Nocturna Artificialia
- 1980: Punch And Judy (Tragical Comedy or Comical Tragedy)
- 1981: Ein Brudermord
- 1981: The Eternal Day Of Michel de Ghelderode
- 1983: Stravinsky – The Paris Years
- 1983: Leoš Janáček: Intimate Excursions
- 1984: The Cabinet of Jan Švankmajer
- 1986: Street of Crocodiles
- 1987: Little Songs of the Chief Officer of Hunar Louse, or This Unnameable Little Broom aka The Epic of Gilgamesh
- 1988: Stille Nacht I: Dramolet
- 1988: Rehearsals For Extinct Anatomies
- 1989: Ex-Voto/The Pond
- 1990: The Comb (From The Museums Of Sleep)
- 1991: De Artificiali Perspectiva, or Anamorphosis
- 1991: The Calligrapher – an ident commissioned for the BBC2 television channel, but never broadcast
- 1991: Stille Nacht II: Are We Still Married?
- 1992: Long Way Down (Look What The Cat Drug In)
- 1992: Stille Nacht III: Tales From Vienna Woods
- 1993: Stille Nacht IV: Can’t Go Wrong Without You
- 1995: Institute Benjamenta, or This Dream People Call Human Life – the Quays’ first feature
- 2000: In Absentia (film)|In Absentia
- 2000: The Sandman (film)|The Sandman
- 2000: Duet (film)|Duet
- 2003: The Phantom Museum: Random Forays Into the Vaults of Sir Henry Wellcome’s Medical Collection
- 2005: The Piano Tuner of Earthquakes – the Quays’ second feature
- 2009: Inwentorium Śladów

## Filme über die Quays
- Quay (Dokumentar-Kurzfilm)